# 胡建樞
胡建樞（?—?）安徽凤阳人，清朝末任山东巡抚。

## 生平
胡建樞出身举人。光绪十七年（1891年）任郓城县知县，后调任东阿县知县，光绪十九年（1893年）复任郓城县知县。在任郓城县知县期间，他主修了《郓城县志》。
光绪二十九年（1903年）《山东巡抚周馥奏日照县厉用九聚众踞山抗官摺》中称，“经臣密饬沂州府知府胡建枢，督同署日照县知县沈介福，随时严密防范”，“又由胡建枢谕派绅董，到山往劝。……胡建枢知事不可缓，遂督各勇援崖而上，夺取山隘，互斗多时，阵毙匪徒十一名，生擒二十六人，匪众溃败”，“该守胡建枢提讯所擒匪徒厉云贵等，供认听从厉用九拒敌不讳。”
后来，胡建樞任山东按察使。宣统三年冬，山东独立取消，胡建樞任清朝山东巡抚，仅任职49天就被袁世凯的亲信张广建取代，后者出任中华民国山东都督。
此后，胡建枢携儿子离开济南赴青岛居住。刚到青岛时，胡建枢住在三江会馆，其间曾为三江子弟捐款办小学堂。后来他在黄岛路设公馆，参与社会活动，并同清朝遗臣交往密切。1913年2月，任职于德华大学的清朝遗老蒋楷病故，胡建枢参加了其丧礼，并赠挽联：“平原作令千秋事，琴岛传经一片心。”隆裕太后去世时，他同清朝遗老共同悼念，他当时“头戴摘缨乌帽，反穿羊皮外褂，足登青布官靴，面对太后神位跪倒，匍匐在地，放声大哭，起行三拜九叩礼。” 